# Passalus jansoni
Passalus jansoni là một loài bọ cánh cứng trong họ Passalidae.